# Чарльз Курт Репінгтон
Чарльз Курт Репінгтон (англ. Charles à Court Repington; 29 січня 1858 — 25 травня 1925) — англійський військовик, впливовий військовий кореспондент під час Першої світової війни. Йому приписують авторство терміну «Перша світова війна», а також він один з перших, хто використав термін «світова війна» взагалі.

## Раннє життя
Чарльз Курт народився 29 січня 1858 року в графстві Вілтшир. Його батько — член парламенту Чарльз Генрі Віндгем А'Курт Репінгтон. Чарльз Курт отримав початкову формальну освіту в Ітонському коледжі та Королівському військовому коледжі в Сендгерсті.

## Військова кар'єра
Чарльз розпочав свою військову кар'єру у 1878 році офіцером піхоти в стрілецькій бригаді британської армії. Після служби в Афганістані, Бірмі та Судані він вступив до Штабного коледжу в Камберлі. Серед його однокурсників були майбутні вищі генерали Герберт Пламер і Горас Сміт-Доррієн. Після закінчення навчання служив військовим аташе в Брюсселі та Гаазі, після чого отримав звання підполковника. Він служив штабним офіцером під час Другої англо-бурської війни в Південній Африці 1899—1901 років. Тоді став лицарем Ордена Святого Михайла і Святого Георгія.
Після повернення з війни його багатообіцяюча військова кар'єра була обірвано під час відрядження до Єгипту в 1902 році, де Репінгтон мав роман з леді Гарстін, дружиною британського чиновника, Вільяма Гарстіна, про який стало відомо громадськості. Старше військове командування оголосило йому догану, оскільки раніше він дав письмову обіцянку «за честю солдата і джентльмена» більше не мати з нею жодних справ. 15 січня 1902 року змушений піти у відставку з британської армії в ганьбі в званні підполковника .

## Військовий кореспондент
Повернувшись до Лондона, він обійняв посаду військового кореспондента в газетах Morning Post (1902—1904) і The Times (1904—1918). Його репортажі з російсько-японської війни 1904—1905 років пізніше були опубліковані у книзі під назвою «Війна на Далекому Сході» (The War in the Far East). Репінгтон був прихильником створення більшої британської армії (за рахунок тодішнього всемогутньогоКоролівського флоту), що призвело його до конфлікту з адміралом Фішером. Він підтримував створення Генерального штабу британської армії перед Першою світовою війною, боявся німецького «грому серед ясного неба» (тобто нападу Німецької імперії на Британські острови до оголошення військових дій) і був «західником» (тобто вважав, що поразку Німецької імперії потрібно завдати шляхом тяжких боїв на Західному фронті, а не дотримувався альтернативної непрямої стратегії).
Під час Першої світової війни Репінгтон покладався на свої особисті контакти в британській армії та військовому відомстві для отримання інформації, і його ранні звіти про війну отримали важливий матеріал з його особистої дружби з першим головнокомандувачем британських експедиційних сил сером Джоном Френчом, за допомогою якого він зміг відвідати Західний фронт під час початку конфлікту наприкінці 1914 року, у той час, коли британський уряд заборонив більшості його журналістів-конкурентів їхати на фронт.
Репінгтон був першою людиною, яка використала термін «Перша світова війна» 10 вересня 1918 року в розмові, записаній у його щоденнику, сподіваючись, що цей заголовок слугуватиме нагадуванням і попередженням про можливість Другої світової війни в майбутньому. 

### «Скандал зі снарядами»
У травні 1915 року Репінгтон став свідком невдалої британської атаки на Оберс-Рідж в Артуа, і особливо був вражений втратами його старої стрілецької бригади. Він надіслав телеграму до The Times, вказуючи на брак артилерійських боєприпасів у британських експедиційних силах. Стаття незважаючи на жорстку цензуру, була надрукована після того, як помічник сера Джона Френча Брінслі Фіцджеральд запевнив його в мовчазній згоді Френча. Пізніше Репінгтон рішуче заперечував, що Френч спілкувався з ним на цю тему, але насправді Френч надав Репінгтону інформацію для статті. Поява цієї статті в The Times, а пізніше в Daily Mail призвела до політичного скандалу, кий призвів до створення окремого Міністерства боєприпасів під керівництвом майбутнього прем'єр-міністра Девіда Ллойда Джорджа та скорочення повноважень військового міністра лорда Кітченера. Скандал також завдав шкоди авторитету сера Джона Френча як головнокомандувача BEF і він вимушений піти у відставку наприкінці 1915 року. Репінгтону було тимчасово заборонено відвідувати Західний фронт до березня 1916 року.

### Кінець кар'єри
Репінгтон пішов з газети The Times у січні 1918 року через розбіжності з її власником лордом Норткліффом, і повернувся до The Morning Post. Під час боротьби за владу між Ллойдом Джорджем (прем'єр-міністром з грудня 1916 року) та начальником імперського генерального штабу генералом Робертсоном, Репінгтон опублікував статтю з критикою політики Джорджа на Західному фронті. 16 лютого 1918 року за цю статтю Репінгтон разом із редактором Morning Post Гавеллом Артуром Гвіном постали перед магістратським судом Боу-стріт. звинувачені у порушенні Регламенту DORA. Репінгтона визнали винним у наклепі і оштрафували.

## Подальше життя
Після закінчення війни Репінгтон приєднався до співробітників The Daily Telegraph і згодом опублікував кілька книг, наприклад, «Перша світова війна» (1920) і «Після війни» (1922), які були бестселерами, але коштували Репінгтону дружби через його очевидну готовність розповідати про те, що інші вважали приватними розмовами.

## Смерть
Він помер 25 травня 1925 року в Пембрук-Лодж у Гоуві, Східний Суссекс. Йому було 67 років.